# Santa Llogaia del Terri
Santa Llogaia del Terri és una població situada dins el municipi de Cornellà del Terri de la comarca del Pla de l'Estany. Està situat a l'esquerra del Terri, aigua amunt de Sant Andreu i de Ravós del Terri. És un poble format de masies esparses, situades a banda i banda del Terri, formant diversos veïnats com els de Querol, Juià, Prades i les Serres.

## Història
Es van trobar nombroses restes d'època romana a finals del segle xix com ara teules, murs i fragments de ceràmica. Però la peça més rellevant és un dolium localitzat el 1892 ubicada actualment al Museu Arqueològic de Sant Pere de Galligants. Posteriorment se'n trobà una segona actualment ubicada al Museu Arqueològic Comarcal de Banyoles.
Es tenen notícies aïllades de l'època medieval i cal arribar al 1843 per tornar a trobar-ne notícies per l'aiguat de sant Ferriol.
Aquest poble havia format part de la Baronia de Vilademuls fins a l'abolició de l'antic règim senyorial, al primer terç del segle XIX, ja que el 1846 va ser unit a Sant Andreu del Terri.

## Principals monuments
Destaca l'església parroquial de santa Leocàdia (o Llogaia), d'estil romànic d'una sola nau i molt modificada al llarg dels segles. A l'interior del temple hi ha una pica baptismal romànica. Es conserva del segle xvi una creu d'estil plateresc, un reliquiari d'argent i un encenser. Del segle xviii, en destaca una creu, una custòdia d'argent en forma de sol i un calze amb relleus molt elaborat. Es troba documentada per primer cop el 1266, quan el prior de Santa Maria de Lledó hi establí un molí a un veí de la parròquia.